# 柴田大地 (野球)
柴田 大地（しばた だいち、1997年11月7日 - ）は、東京都大田区出身のプロ野球選手（投手）。右投右打。東北楽天ゴールデンイーグルス所属。

## 経歴

### プロ入り前
大田区立東糀谷小学校3年時に東糀谷イーグルスで野球を始め、大田区立糀谷中学校時代は硬式野球（ポニーリーグ）の羽田アンビシャスに所属。
日体大荏原高校では、3年夏は背番号10番を付け東東京大会3試合に登板。4回戦で日大豊山高に敗退。甲子園出場経験はなし。
日本体育大学入学後に右肘を負傷し、大学時代の公式戦登板はなかった。4年時にはトミー・ジョン手術を受けた。同期には吉田大喜がいる。
日本通運入社1年目もリハビリに費やした。2021年8月のオープン戦で156km/hのストレート、スプリットで注目されるようになった。同社の後輩には高野脩汰がいる。
2021年10月11日に行われたドラフト会議にて、東京ヤクルトスワローズから3位指名を受け、12月6日に、契約金6000万円、年俸1200万円で入団に合意（金額は推定）。背番号は41。ヤクルトのスカウトからはどうしても欲しい選手、と絶賛されていた。

### ヤクルト時代

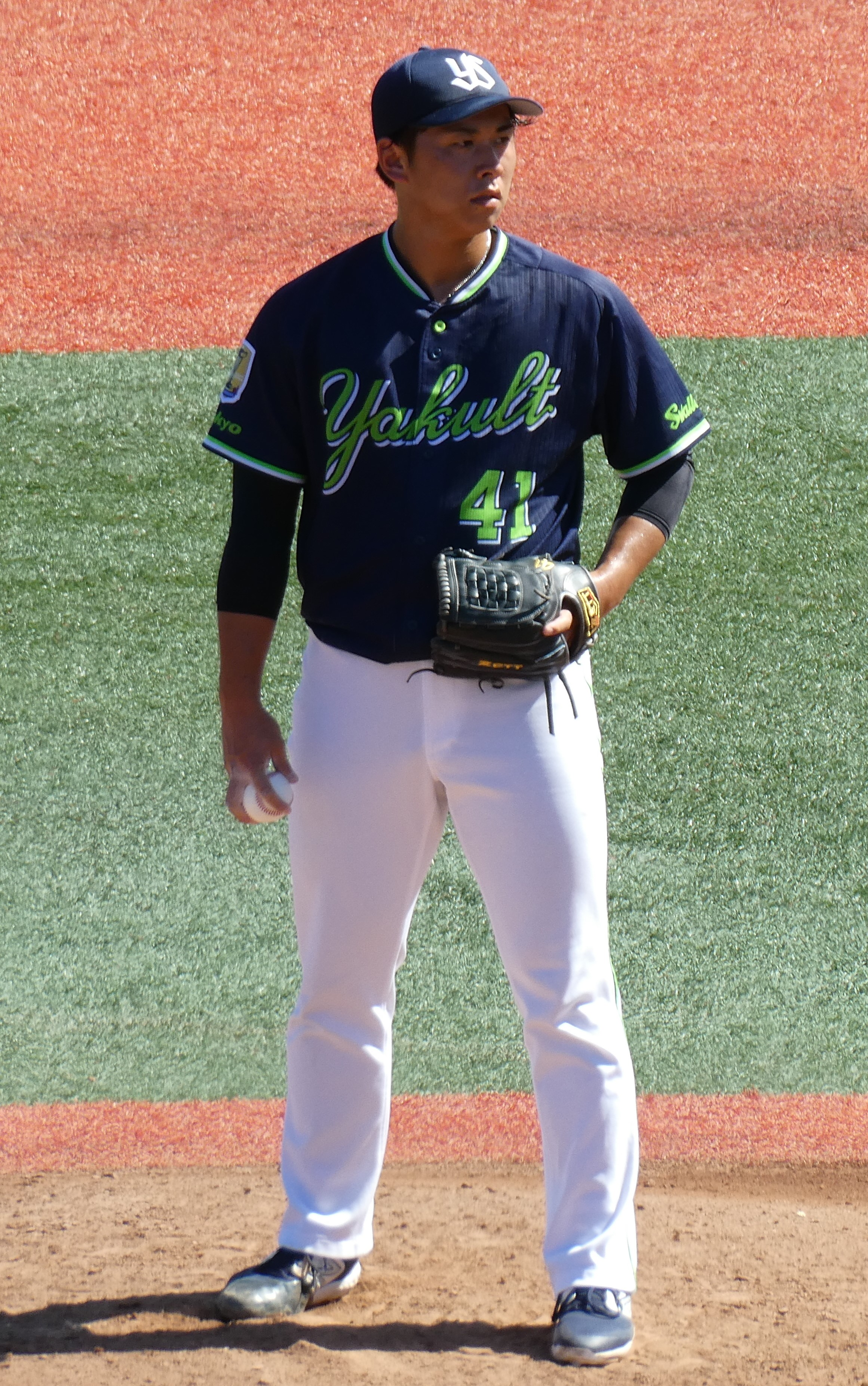
ヤクルト時代
（2023年8月11日 横須賀スタジアム）

2022年、春季キャンプから二軍スタートとなるが、キャンプ期間中の2月13日に新型コロナウィルスの陽性判定を受け自主隔離となる。7月8日、一軍に初昇格し、阪神タイガース戦（神宮球場）でプロ初登板を果たすが、1回5安打5失点（自責点1）で、この年は1試合のみの登板に終わる。7月23日にはフレッシュオールスターに出場し、2者連続三振を奪うなど1回を無失点に抑えた。
2024年、二軍ではチーム最多の40試合に登板し、2勝1敗、防御率2.17を記録するも、一軍では1試合の登板にとどまった。

### 楽天時代
2024年12月9日、現役ドラフトで東北楽天ゴールデンイーグルスに移籍した。背番号は71となった。
2025年7月9日、ベルーナドームで行われた対西武戦で3番手のピッチャーとして登板し、2回無失点でプロ初勝利を挙げた。

## 選手としての特徴・人物
最速156km/hの直球と、146km/hのスプリットを持つ。特にスピンの効いたストレートは一級品。
「プロに入れたら結婚しようと考えていた」として、ルーキーイヤーの2022年4月3日に一般女性と結婚した。

## 詳細情報

### 年度別投手成績
| 年 度     | 球 団     | 登 板 | 先 発 | 完 投 | 完 封 | 無 四 球 | 勝 利 | 敗 戦 | セ 丨 ブ | ホ 丨 ル ド | 勝 率 | 打 者 | 投 球 回 | 被 安 打 | 被 本 塁 打 | 与 四 球 | 敬 遠 | 与 死 球 | 奪 三 振 | 暴 投 | ボ 丨 ク | 失 点 | 自 責 点 | 防 御 率 | W H I P |
| --------- | --------- | ----- | ----- | ----- | ----- | -------- | ----- | ----- | -------- | ----------- | ----- | ----- | -------- | -------- | ----------- | -------- | ----- | -------- | -------- | ----- | -------- | ----- | -------- | -------- | ------- |
| 2022      | ヤクルト  | 1     | 0     | 0     | 0     | 0        | 0     | 0     | 0        | 0           | ----  | 10    | 1.0      | 5        | 0           | 1        | 0     | 0        | 2        | 1     | 0        | 5     | 1        | 9.00     | 6.00    |
| 2024      | ヤクルト  | 1     | 0     | 0     | 0     | 0        | 0     | 0     | 0        | 0           | ----  | 8     | 2.0      | 1        | 0           | 2        | 0     | 0        | 2        | 0     | 0        | 1     | 1        | 4.50     | 1.50    |
| 通算：2年 | 通算：2年 | 2     | 0     | 0     | 0     | 0        | 0     | 0     | 0        | 0           | ----  | 18    | 3.0      | 6        | 0           | 3        | 0     | 0        | 4        | 1     | 0        | 6     | 2        | 6.00     | 3.00    |

- 2024年度シーズン終了時

### 年度別守備成績
| 年 度 | 球 団    | 投手  | 投手  | 投手  | 投手  | 投手  | 投手     |
| 年 度 | 球 団    | 試 合 | 刺 殺 | 補 殺 | 失 策 | 併 殺 | 守 備 率 |
| ----- | -------- | ----- | ----- | ----- | ----- | ----- | -------- |
| 2022  | ヤクルト | 1     | 0     | 0     | 1     | 0     | .000     |
| 2024  | ヤクルト | 1     | 0     | 1     | 0     | 0     | 1.000    |
| 通算  | 通算     | 2     | 0     | 1     | 1     | 0     | .500     |

- 2024年度シーズン終了時

### 記録
初記録
投手記録
- 初登板：2022年7月8日、対阪神タイガース13回戦（明治神宮野球場）、7回表に2番手で救援登板、1回5失点（自責点1）
- 初奪三振：同上、7回表に坂本誠志郎から空振り三振
- 初勝利：2025年7月9日、対埼玉西武ライオンズ11回戦（ベルーナドーム）、4回裏に3番手で救援登板、2回無失点[22]

### 背番号
- 41（2022年[11] - 2024年）
- 71（2025年[18] - ）